# Lieutenant-gouverneur de l'Illinois
La fonction de lieutenant-gouverneur de l'Illinois est la deuxième plus haute fonction de l'exécutif de l'État américain de l'Illinois.

## Fonctions et élection
Le lieutenant-gouverneur et le gouverneur se présentent sur une liste commune et sont directement élus au suffrage universel. Les candidats au poste de gouverneur sélectionnent leurs colistiers lors de leur candidature et apparaissent ensemble sur le bulletin de vote des élections primaires. 
Lorsque le gouverneur de l'Illinois devient incapable de s'acquitter de ses fonctions, le lieutenant-gouverneur devient gouverneur par intérim. Si le gouverneur décède, démissionne ou est démis de ses fonctions, le lieutenant-gouverneur devient gouverneur. En vertu de la Constitution de l'Illinois, le procureur général est le suivant dans l'ordre de succession au bureau du gouverneur après le lieutenant-gouverneur, mais ne succède pas au bureau du lieutenant-gouverneur.
Avant la Constitution de 1970, les gouverneurs et les lieutenants-gouverneurs étaient élus séparément. La Constitution de 1970 a introduit des élections conjointes pour le gouverneur et le lieutenant-gouverneur, bien que les candidats aient été nommés lors de primaires distinctes. À la suite des élections de 1986 et de 2010, au cours desquelles les candidats démocrates au poste de gouverneur ont été contraints de se présenter avec des candidats au poste de lieutenant-gouverneur extrêmes ou défavorisés, l'Assemblée générale de l'Illinois a aboli l'exigence de la séparation des primaires. 
L'élection du gouverneur de 2014 a été la première à avoir lieu au cours de laquelle les candidats au poste de gouverneur et de lieutenant-gouverneur se sont présentés sur le même ticket lors des élections primaires.

## Liste des lieutenants-gouverneurs de l'Illinois
| #  | Nom                       | Parti                 | Début du mandat           | Fin du mandat                           |
| -- | ------------------------- | --------------------- | ------------------------- | --------------------------------------- |
| 1  | Pierre Menard             | Républicain-démocrate | 6 octobre 1818            | 5 décembre 1822                         |
| 2  | Adolphus Hubbard          | Républicain-démocrate | 5 décembre 1822           | 6 décembre 1826                         |
| 3  | William Kinney            | Démocrate (ILDEMS)    | 6 décembre 1826           | 9 décembre 1830                         |
| 4  | Zadok Casey               | Démocrate (ILDEMS)    | 9 décembre 1830           | 1er mars 1833                           |
| 5  | William Lee D. Ewing      | Démocrate (ILDEMS)    | 1er mars 1833             | 5 décembre 1834                         |
|    | fonction vacante          |                       | 17 novembre 1834          | 5 décembre 1834                         |
| 6  | Alexander M. Jenkins (en) | Démocrate (ILDEMS)    | 5 décembre 1834           | 9 décembre 1836 (démission)             |
| 7  | William H. Davidson       | Démocrate (ILDEMS)    | 9 décembre 1836 (Intérim) | 7 décembre 1838                         |
| 8  | Stinson Anderson          | Démocrate (ILDEMS)    | 7 décembre 1838           | 8 décembre 1842                         |
| 9  | John Moore                | Démocrate (ILDEMS)    | 8 décembre 1842           | 9 décembre 1846                         |
| 10 | Joseph Wells              | Démocrate (ILDEMS)    | 9 décembre 1846           | 8 janvier 1849                          |
| 11 | William McMurtry          | Démocrate (ILDEMS)    | 8 janvier 1849            | 10 janvier 1853                         |
| 12 | Gustavus Koerner          | Démocrate (ILDEMS)    | 10 janvier 1853           | 12 janvier 1857                         |
| 13 | John Wood                 | Républicain (IRP)     | 12 janvier 1857           | 20 mars 1860                            |
| 14 | Thomas Marshall           | Démocrate (ILDEMS)    | 7 janvier 1861            | 14 janvier 1861                         |
| 15 | Francis Hoffmann          | Républicain (IRP)     | 14 janvier 1861           | 16 janvier 1865                         |
| 16 | William Bross             | Républicain (IRP)     | 16 janvier 1865           | 11 janvier 1869                         |
| 17 | John Dougherty            | Républicain (IRP)     | 11 janvier 1869           | 13 janvier 1873                         |
| 18 | John Lourie Beveridge     | Républicain (IRP)     | 13 janvier 1873           | 23 janvier 1873 (Succède à Oglesby)     |
| 19 | John Early                | Républicain (IRP)     | 23 janvier 1873 (intérim) | 8 janvier 1875                          |
| 20 | Archibald Glenn           | Démocrate (ILDEMS)    | 8 janvier 1875 (intérim)  | 8 janvier 1877                          |
| 21 | Andrew Shuman             | Républicain (IRP)     | 8 janvier 1877            | 10 janvier 1881                         |
| 22 | John Marshall Hamilton    | Républicain (IRP)     | 10 janvier 1881           | 6 février 1883 (Succède à Cullom)       |
| 23 | William Campbell          | Républicain (IRP)     | 6 février 1883 (intérim)  | 30 janvier 1885                         |
| 24 | John Smith                | Républicain (IRP)     | 30 janvier 1885           | 14 janvier 1889                         |
| 25 | Lyman Ray                 | Républicain (IRP)     | 14 janvier 1889           | 10 janvier 1893                         |
| 26 | Joseph B. Gill            | Démocrate (ILDEMS)    | 10 janvier 1893           | 11 janvier 1897                         |
| 27 | William Northcott         | Républicain (IRP)     | 11 janvier 1897           | 14 janvier 1901                         |
| 27 | William Northcott         | Républicain (IRP)     | 14 janvier 1901           | 9 janvier 1905                          |
| 28 | Lawrence Sherman          | Républicain (IRP)     | 9 janvier 1905            | 18 janvier 1909                         |
| 29 | John G. Oglesby           | Républicain (IRP)     | 18 janvier 1909           | 3 février 1913                          |
| 30 | Barratt O'Hara            | Démocrate (ILDEMS)    | 3 février 1913            | 8 janvier 1917                          |
| 31 | John G. Oglesby           | Républicain (IRP)     | 8 janvier 1917            | 10 janvier 1921                         |
| 32 | Fred Sterling             | Républicain (IRP)     | 10 janvier 1921           | 14 janvier 1929                         |
| 32 | Fred Sterling             | Républicain (IRP)     | 14 janvier 1929           | 9 janvier 1933                          |
| 33 | Thomas Donovan            | Démocrate (ILDEMS)    | 9 janvier 1933            | 4 janvier 1937                          |
| 34 | John Stelle               | Démocrate (ILDEMS)    | 4 janvier 1937            | 6 octobre 1940 (succède à Horner)       |
|    | fonction vacante          |                       | 6 octobre 1940            | 13 janvier 1941                         |
| 35 | Hugh W. Cross             | Républicain (IRP)     | 13 janvier 1941           | 10 janvier 1949                         |
| 36 | Sherwood Dixon            | Démocrate (ILDEMS)    | 10 janvier 1949           | 12 janvier 1953                         |
| 37 | John William Chapman      | Républicain (IRP)     | 12 janvier 1953           | 9 janvier 1961                          |
| 38 | Samuel Shapiro            | Démocrate (ILDEMS)    | 9 janvier 1961            | 21 mai 1968 (succède à Kerner)          |
|    | fonction vacante          |                       | 21 mai 1968               | 13 janvier 1969                         |
| 39 | Paul Simon                | Démocrate (ILDEMS)    | 13 janvier 1969           | 8 janvier 1973                          |
| 40 | Neil Hartigan             | Démocrate (ILDEMS)    | 8 janvier 1973            | 10 janvier 1977                         |
| 41 | Dave O'Neal               | Républicain (IRP)     | 10 janvier 1977           | 31 juillet 1981 (Démission)             |
|    | fonction vacante          |                       | 31 juillet 1981           | 10 janvier 1983                         |
| 42 | George Ryan               | Républicain (IRP)     | 10 janvier 1983           | 14 janvier 1991                         |
| 43 | Bob Kustra                | Républicain (IRP)     | 14 janvier 1991           | 1er juillet 1998 (Démission)            |
|    | fonction vacante          |                       | 1er juillet 1998          | 11 janvier 1999                         |
| 44 | Corinne Wood              | Républicain (IRP)     | 11 janvier 1999           | 13 janvier 2003                         |
| 45 | Patrick Quinn             | Démocrate (ILDEMS)    | 13 janvier 2003           | 29 janvier 2009 (Succède à Blagojevich) |
| 46 | Sheila Simon              | Démocrate (ILDEMS)    | 10 janvier 2011           | 12 janvier 2015                         |
| 47 | Evelyn Sanguinetti        | Républicain (ILR)     | 12 janvier 2015           | 14 janvier 2019                         |
| 48 | Juliana Stratton          | Démocrate (ILDEMS)    | 14 janvier 2019           | en cours                                |